# دان سالين
دان سالين (بالسويدية: Dan Sahlin) هو لاعب باندي ‏ ولاعب كرة قدم سويدي في مركز الهجوم، ولد في 18 أبريل 1967 في فالون في السويد. شارك مع منتخب السويد لكرة القدم. أما مع النوادي، فقد لعب مع برمنغهام سيتي ونادي أوبه ونادي أوربرو ونادي هاماربي.

## وصلات خارجية
- دان سالين على موقع قاعدة بيانات كرة القدم.إي يو (الإنجليزية)
- دان سالين على موقع ناشيونال فوتبول تيمز (الإنجليزية)
- دان سالين على موقع Soccerbase.com (لاعب) (الإنجليزية)
- دان سالين على موقع عالم كرة القدم.نت (الإنجليزية)